# Vibonati
Vibonati es una localidad y comune italiana de la provincia de Salerno, región de Campania, con 3.208 habitantes.

## Evolución demográfica
| Gráfica de evolución demográfica de Vibonati entre 1861 y 2001 |
|                                                                |
| Fuente ISTAT - elaboración gráfica de Wikipedia                |